# Juan Rodríguez Espejo
Juan Rodríguez Espejo (Jerez de los Caballeros, ca. 1561-?) es un español que se dedicó a la administración de los Cabildos de las ciudades que ya estaban fundadas cuando él llegó a Venezuela y se hizo inmensamente rico con su trabajo y sus negocios.

## Biografía
El extremeño Juan Rodríguez Espejo, natural de Jerez de los Caballeros (Badajoz), donde nació sobre 1561, hijo de Diego Rodríguez Milán y de Mencía Rodríguez Espejo. Muy joven pasaba al Nuevo Reino de Granada y al poco tiempo llegaba al Trujillo venezolano y ejercería como escribano público y de Cabildo. Después estuvo en Coro ejerciendo cargos de su oficio, y al poco tiempo se mudaba a Valencia (Venezuela) con el cargo de Juez y justicia mayor.
Al parecer, Rodríguez Espejo además de manejar la pluma también sabía empuñar las armas defensivas, porque sin dejar de atender sus cargos institucionales, cuando las situaciones los requerían, también sabía defenderse como militar. Con los hacendados de Valencia, Alonso Díaz Moreno y Vicente Díaz Pereira, quienes eran parientes, Rodríguez Espejo armó un tercio defensivo y colaboró en varias acciones contra los temibles indios jirahajaras que solían atacar los hatos de ganado cercanos a Valencia.
Tiempo después y teniendo 28 años de edad, era nombrado diputado por Valencia, El Tocuyo y San Sebastián de los Reyes y en 1589 asistía a la Asamblea de Municipalidades convocada por el gobernador Diego de Osorio, donde Rodríguez Espejo, en nombre de las ciudades que representaba, firmaba los poderes para que en Madrid, don Simón de Bolívar gestionara ante la Corte hispana las diligencias y solicitudes que hacía la Provincia de Venezuela. 

## Vecino de Caracas
Tempranamente comenzaba una carrera meteórica que lo convertiría en el hombre más importante de la Provincia de Venezuela. Por su conocimiento de las leyes y su preparación administrativa, era llamado a la capital de Caracas donde iba a desempeñar una serie de cargos institucionales que le elevarían de rango social. En 1592 le nombraban alguacil mayor de Caracas; ejerció de escribano en los años 1593-95; además de ser nombrado alcalde la Santa Hermandad; en 1596 ocuparía el cargo de procurador general. 
A sus pocos años, Rodríguez Espejo se había convertido en un eficiente gerente de la administración del Cabildo caraqueño y en un personaje importante. Además de sus ocupaciones institucionales, también se dedicaba a realizar ciertas operaciones mercantiles, según consta en los archivos notariales de Caracas que le producían jugosas ganancias, atendiendo al mismo tiempo negocios de otra índole, ya que por su demostrada capacidad y honorabilidad recibía poderes para atender diversos y complicados asuntos de los poderdantes.

## Vida familiar
En 1579, con 18 años, casó con María de Montemayor y Jiménez, y tuvo dos hijos de este matrimonio. María era hija de Pedro de Montemayor que intervino en la refundación de Caracas y en la de Caraballeda, donde fue alcalde y vivió hasta su despoblación.
Viudo de su primera mujer, en 1595 y con 33 años, casaba con Ana Jorge de Quiñones, con quien tuvo siete hijos. Ana era hija del hacendado de Valencia Vicente Díaz Pereira, quien además de soldado en sus tiempos iniciales, se dedicó a la cría de ganado y junto con su pariente Alonso Díaz Moreno (quienes es probable que fueran de la parte norte de Extremadura), fueron los ganaderos más significativos y las personas más influyentes de la naciente Venezuela.